# NGC 2853
NGC 2853 is een balkspiraalstelsel in het sterrenbeeld Lynx. Het hemelobject werd op 18 maart 1787 ontdekt door de Duits-Britse astronoom William Herschel.

## Synoniemen
- UGC 4987
- MCG 7-19-66
- ZWG 209.60
- KCPG 199B
- PGC 26580